# Posos Medical Database
Posos Medical Database est une base de données médicamenteuses électronique française. Développée par la medtech Posos, spécialisée dans l’intelligence artificielle appliquée à la santé, elle est présentée comme la première base co‑construite par des algorithmes d’IA et une équipe de pharmaciens, et est entièrement compatible avec des standards internationaux comme SNOMED CT. Elle s’intègre via des API dans des logiciels d’aide à la prescription ainsi que dans d'autres solutions développées par Posos, notamment un outil destiné aux pharmaciens pour la réalisation des bilans partagés de médication (BPM). Grâce aux données de Posos Medical Database, ces outils permettent notamment de détecter automatiquement les risques médicamenteux dans une prescription ou de proposer des alternatives thérapeutiques en cas de contre-indication ou de risque iatrogène,.

## Historique
Fondée à Amiens en 2017, Posos s’est d’abord concentrée sur des solutions d’aide à la décision thérapeutique. En 2021, elle a lancé la conception de sa base de données médicamenteuses "Posos Medical Database", confirmant en 2022 une levée de fonds d’environ 10 millions d’euros pour en accélérer le développement.

## Présentation
La base est décrite comme multilingue et structurée sous forme de graphe de connaissances, encodée dans des normes telles que SNOMED CT, CIM-10, MedDRA, et ATC. Elle alimente la technologie Posos, marquée comme dispositif médical de classe IIb, utilisée dans les logiciels d’aide à la prescription.
| Domaine                                              | Contenu structuré                                                                          |
| ---------------------------------------------------- | ------------------------------------------------------------------------------------------ |
| Médicaments – formules cliniques (« Clinical drug ») | Correspond à Medicabase et Posos                                                           |
| Médicaments – spécialités (« Branded drug »)         | Codifications CIS, UCD‑7, UCD‑13                                                           |
| Médicaments – formes galéniques (« Packaged drug »)  | Codifications CIP‑7, CIP‑13                                                                |
| Substances                                           | Codifications multiples (ANSM, SMS, InChIKey, UNII, SNOMED, INN), synonymes, interactions  |
| Indications                                          | Indications cliniques et usages thérapeutiques (CIM‑10, SNOMED, MedDRA)                    |
| Posologies                                           | Alertes et recommandations adaptées selon indication et profil patient                     |
| Alertes                                              | Contre‑indications, précautions et mises en garde contextualisées (CIM‑10, SNOMED, MedDRA) |
| Effets indésirables                                  | Classés par fréquence, phase de développement, profils patients (CIM‑10, SNOMED, MedDRA)   |

## Agrément HAS
Le 14 décembre 2023, la Haute Autorité de santé a accordé son agrément à la Posos Medical Database, qui devient ainsi la première base médicamenteuse agréée depuis vingt ans,, faisant suite aux bases privées existantes Vidal, Claude Bernard, Theriaque et à la base de données publique sur les médicaments. 

## Usages et partenariats
Posos Medical Database est intégrée dans de nombreux éditeurs de logiciels d'aide à la prescription. En avril 2024, la plateforme de téléconsultation Qare a intégré la base Posos à son module de prescription. En septembre 2024, un partenariat avec Bow Medical a permis d’intégrer la base multilingue Posos dans le logiciel d’anesthésie “Diane”.
Un partenariat annoncé avec Microsoft/Nuance en juillet 2024 vise le marché américain.